# الانزعاج الجندري عند الأطفال
الانزعاج الجندري عند الأطفال (جي. دي.)، يُعرف أيضًا باسم اللاتوافق الجندري في الطفولة، هو تشخيص رسمي للأطفال الذين يشعرون بعدم الرضا (اضطراب الهوية الجندرية) بسبب عدم التوافق بين جنسهم المحدد عند الولادة وهويتهم الجندرية. استخدم الدليل التشخيصي والإحصائي للاضطرابات النفسية (دي. إس. إم.) مصطلح اضطراب الهوية الجندرية (جي. آي. دي. سي.) باعتباره تصنيفًا تشخيصيًا، قبل أن تُغير تسميته إلى الانزعاج الجندري عند الأطفال في عام 2013 في الطبعة الخامسة من الدليل. طرأ هذا التغيير على الاسم بهدف التخلص من الوصمة المرتبطة بمصطلح اضطراب.
يصبح الأطفال الذين يعانون من الانزعاج الجندري مثليين جنسيًا في مرحلة الرشد في أغلب الأحيان، لكن يُعتبر تحولهم إلى عابرين جندريًا أمرًا مستبعدًا. تشير الدراسات الاستباقية إلى افتقار الأطفال المُشخصين بالانزعاج الجندري إلى الرغبة بالعبور إلى جنس آخر عند البلوغ، لكن ينتقل معظمهم إلى مرحلة الرشد بعد أن يصبحوا مثليين أو مثليات أو ثنائيي الميول الجنسية، سواءً بواسطة التدخل العلاجي أو دونه. قد تستمر حالة الانزعاج هذه إلى ما بعد مرحلة البلوغ، فتصبح احتمالية ديمومتها عالية جدًا.
يتجلى الجدل المحيط بتطبب وعلاج الهوية العابرة جندريًا والسلوكيات المرتبطة بها –وخصوصًا لدى الأطفال- في الأدبيات منذ ثمانينيات القرن العشرين. يشير أنصار تشخيصات الانزعاج الجندري إلى دور التدخل العلاجي في مساعدة الأطفال على الشعور براحة أكبر تجاه أجسادهم، وتكوين علاقات أفضل مع أقرانهم، وبالتالي ارتفاع تقديرهم لذواتهم. فضلًا عن ذلك، تشير هذه الأبحاث إلى وجود أشكال أخرى من الضائقة المرتبطة مباشرةً بالتفاوت الجندري لدى الأطفال، وتضيف أن العلاج يحول دون استمرار الانزعاج الجندري في مرحلة الرشد. قارن معارضو وجهة النظر تلك بين التدخلات العلاجية الهادفة إلى تغيير الهوية الجندرية للطفل والعلاج التحويلي (أو الإصلاحي) الذي يتعرض له كل من المثليين والمثليات. تشير الرابطة المهنية العالمية المعنية بصحة العابرين جندريًا (دبليو. بّي. إيه. تي. إتش.) إلى «لا أخلاقية» العلاج الرامي إلى محاولة تغيير الهوية الجندرية أو التعبير الجندري للشخص بحجة جعله أكثر توافقًا مع جنسه المحدد عند الولادة.
يناقش المعارضون أيضًا الفكرة المتمثلة في اعتماد التدخلات العلاجية الرامية إلى تغيير هوية الطفل الجندرية على الافتراض بأن الهوية العابرة جندريًا في مرحلة الرشد أمر غير مرغوب به.، لذا يطعن المعارضون في هذا الافتراض ويشيرون إلى وجود نقص في البيانات السريرية التي من شأنها أن تُثبت النتائج والنجاعة. لا تسعى التدخلات العلاجية الأخرى إلى تغيير الهوية الجندرية للطفل، إذ تصب تركيزها على خلق بيئة داعمة وآمنة للطفل ليتمكن من استكشاف هويته الجندرية وتعبيره الجندري.

## العلامات والأعراض
يتسم الأطفال الذين يعانون من الانزعاج الجندري المستديم من انزعاج جندري أكثر شدةً مقارنةً بالأطفال المصابين بالانزعاج الجندري المُهتدئ. قد يرغب بعض الشباب الذين يعانون من التفاوت الجندري أو يحتاجون إلى المرور بمراحل التغيير (تغيير طريقة اللباس، والاسم، والضمائر)، بينما قد يرغب أو يحتاج الشباب الأكبر سنًا أو المراهقون إلى المرور بمراحل تغيير طبي (العلاج الهرموني أو الجراحة).
ورد في قائمة العلامات والأعراض المذكورة في الدليل التشخيصي والإحصائي للاضطرابات النفسية (الطبعة الخامسة) ذكر لعدم التوافق الواضح بين الجندر الذي يتماهى معه الشخص أو يعبّر عنه والجندر المحدد. يجب أن تظهر على المصاب ستة أعراض على الأقل مما يلي، ولمدة أقلها ستة أشهر، (يجب أن تكون إحداها من معايير إيه. 1):
- رغبة الطفل القوية في التماهي مع الجندر الآخر، أو إصراره على أنه ينتمي إلى الجندر الآخر.
- تفضيل الطفل القوي لارتداء الملابس النمطية الخاصة بالجندر الآخر.
- تفضيل الطفل القوي للعب أدوار الجندر الآخر في الألعاب التخيلية أو الخيالية.
- تفضيل الطفل القوي للدمى والألعاب والأنشطة التي ترتبط نمطيًا بالجندر الآخر الذي يستخدمها أو يشارك فيها.
- تفضيل الطفل القوي لزملاء اللعب من الجندر الآخر.
- رفض الطفل الشديد للدمى والألعاب والأنشطة المرتبطة نموذجيًا بجندره المحدد.
- كره الطفل الشديد لتشريحه الجنسي.
- رغبة الطفل القوية في امتلاك الخصائص الجنسية الجسدية التي تتناسب مع الجندر الذي يتماهى معه.

بي. تترافق هذه الحالة مع ضيق شديد سريريًا أو قصور في التفاعلات الاجتماعية أو المدرسية أو غيرها من المجالات الوظيفية الهامة.

## التدابير العلاجية

### أسلوب التدخل العلاجي التقليدي
تختلف الأساليب العلاجية المتّبعة مع الأطفال المصابين بالانزعاج الجندري عن تلك التي تُستخدم مع البالغين، إذ تشتمل على العلاج السلوكي والعلاج النفسي الديناميكي والعلاج الجماعي وإرشاد الوالدين. تسعى هذه العلاجات إلى الحد من الانزعاج الجندري، ودفع الأطفال إلى الشعور براحة أكبر إزاء أجسادهم، والتقليل من الإقصاء (الأوستراكية)، والحد من المراضة المشتركة النفسية التي يعاني منها الطفل.
يسعى التدخل العلاجي التقليدي إلى تحديد العوامل الكامنة (بما في ذلك العوامل الأسرية) ومعالجتها، بالإضافة إلى تشجيع الطفل على التماهي مع جندره المحدد، فضلًا عن تشجيعه على بناء صداقات مع أطفال ينتمون إلى جندره المحدد. يشتمل إرشاد الوالدين على فرض قيود على سلوكيات التشبه بالجندر الآخر، وتشجيع ممارسة الأنشطة المحايدة جندريًا أو الأنشطة التي تُعتبر نموذجية بالنسبة لجندر الطفل المحدد، بالإضافة إلى فحص العوامل الأسرية والأبوية كعلم نفس الأمراض مثلًا. وجد الباحثان كينيث زوكر وسوزان برادلي أنه غالبًا ما تعزز أمهات الفتيان المصابين بالانزعاج الجندري –إلى حد ما- من سلوكهم الذي يُعتبر نموذجيًا بالنسبة للفتيات الصغيرات. صرح الباحثان أيضًا بارتفاع احتمالية نشوء الأطفال المصابين بالانزعاج الجندري ضمن عائلات لا تُثبط سلوكيات التشبه بالجندر الآخر بوضوح. وفي المقابل، يقر هذان الباحثان بإمكانية اعتبار هذه النتائج مجرد مؤشر على حقيقة أن الآباء الأكثر تقبلًا لسلوكيات أطفالهم المتمثلة في التشبه بالجندر الآخر هم الأكثر ميلًا لجلب أطفالهم إلى طبيب نفسي سريري مقارنةً بالآباء الذين لا يتقبّلون مثل هذه السلوكيات التي يُظهرها أطفالهم. 
اعترف زوكر بمحدودية البيانات المتوافرة حول الانزعاج الجندري عند الأطفال في عام 2002، إذ أشار إلى أنه «بصرف النظر عن سلسلة التقارير المتعلقة بحالات العلاج السلوكي المطبق على الشخص الخاضع للدراسة في سبعينيات القرن الماضي، لا نستطيع العثور على تجربة علاجية عشوائية واحدة في الأدبيات». ذكر زوكر أيضًا أنه «ينبغي على المعالج الاستناد إلى [الحكمة السريرية] المتراكمة، والاستفادة من النماذج المفاهيمية غير المُختبرة لتشكّل الحالات، وذلك بهدف إفادة الأساليب والقرارات العلاجية».